# 余呉町柳ヶ瀬
余呉町柳ヶ瀬（よごちょうやながせ）は滋賀県長浜市の大字。旧伊香郡余呉町柳ヶ瀬。1956年の人口は313人。

## 地理
長浜市北部、余呉町の中部に位置し余呉川の東岸に位置する。国道365号（北国街道）が集落付近を走っている。
気象庁のアメダスが設置されており、雪が多く降る地域としても知られる。

### 河川
- 余呉川

## 歴史
前身は滋賀県伊香郡片岡村柳ヶ瀬。北国街道が村内を通っていた。

## 世帯数と人口
2019年（令和元年）9月1日現在の世帯数と人口は以下の通りである。
| 大字         | 世帯数 | 人口 |
| ------------ | ------ | ---- |
| 余呉町柳ヶ瀬 | 25世帯 | 51人 |

### 人口の変遷
国勢調査による人口の推移。
| 2010年（平成22年） | 65人 | [ 5 ] |  |
| 2015年（平成27年） | 55人 | [ 6 ] |  |

### 世帯数の変遷
国勢調査による世帯数の推移。
| 2010年（平成22年） | 25世帯 | [ 5 ] |  |
| 2015年（平成27年） | 24世帯 | [ 6 ] |  |

## 施設
- 柳ヶ瀬アメダス観測所

## 交通

### 鉄道
かつては柳ヶ瀬線が通っており、地内に柳ヶ瀬駅、雁ヶ谷駅があった。
現在は、当地には鉄道が通っていないが、JR西日本北陸本線余呉駅が最寄り駅になる。

### 道路
- 国道365号
- 柳ヶ瀬トンネル（所在は余呉町椿坂）

## その他

### 日本郵便
- 郵便番号 : 529-0533[3]（集配局：余呉郵便局[7]）。